# 亚马逊河
，也称亚马孙河，是一条位於南美洲北部的大型河流，自西向东流动。其发源自位于秘鲁境内的安第斯山脉中的密斯米雪山，在巴西位于赤道附近的阿马帕州和帕拉州交界处注入大西洋，整体流经秘鲁、哥伦比亚和巴西三国。目前国际上广泛承认的亚马孙河全长是6,437公里，亦有部分研究测绘出不同的长度，但还未获地理学界广泛认可。据此，亚马孙河是世界上第二长的河流，位于最长的尼罗河（6,650公里）和第三长的长江（6,300公里）之间。
虽然在长度上未摘得桂冠，亚马孙河仍在多个地理指标上创世界之最，其是世界平均流量最大、流域面积面积最广、支流最多的河流，其中部分指标大幅领先其后者。亚马孙河的秒均径流量约为209000立方米，相比之下，尼罗河的此值仅为2830立方米，长江河口为32400立方米，亚马孙河的此值约达到了长江7倍和尼罗河的77倍之巨。该河全年的平均径流量约为6591-7570立方千米，相比之下长江仅为3100立方千米，并且此流量比排名后7名河流流量的总和还要大，而7条河流中的2条亦是亚马孙河的支流。
亚马孙河注入海洋的流量占世界河流总入海流量的20%；流域面积达7050000平方公里，占南美洲面积的40%，接近澳洲的国土面积，大于两个印度国土面积；其支流數超過1千条。由于流量巨大，使得其入海口150公里內的海水含盐量相当之低。
亚马孙河的主河道宽度自1.5至12公里不等，河宽水深，因此航运条件十分优良，有长达3,700公里的航道。海船可以直接上溯到达河流上游的秘鲁伊基托斯，因此造就了伊基托斯成为世界上距离海洋最远的海港。稍小一些的船可以继续航行780公里到达阿库阿尔角，再小的船仍可以继续上行。如此优良的内河航运条件为世界所罕见。

## 名称
起初，亚马孙河并没有一个總称，每条支流和每一河段都有它自己的名称。自16世纪初起，开始被叫做“大河”。后来在西班牙语中被称为"maraña"，意思是“纠缠”、“混乱”，现在演变成巴西的马腊尼昂州的名称。
1542年，西班牙探險家法蘭西斯科·德·奧雷亞納在亚马孙河流域探險時被印第安女戰士攻擊，認為這些女戰士來自亞馬遜女兒國。根據奧雷亞納探險隊裡的道明會修士加斯帕爾·德·卡發耶的記載：「亞馬遜女勇士除了下體遮住以外，全身赤裸。她們手執弓箭，打起仗來以一當十。」奧雷亞納一行以為遇到了希臘神話中的亞馬遜人，而將大河命名為“亚马孙河”。
早期汉语的译法包括粤语译法“亚马逊”、“哑吗洵”、官话译法“亚马孙”、“阿玛森”、“阿马逊”、吴语译法“挨麦床”、“矮梅床”等。1876年，传教士W.T.Morrison编写了英吴词典《宁波方言字语汇解》，地名附录中的译法取用官话的“亚马孙”，“亚马孙”一名至迟在1876年已出现。1947年中华民国教育部编修《国语辞典》中订为“亚马孙河”，至2015年的《重编国语辞典修订本》依然采用“亚马孙河”的译法；中华人民共和国官方同样使用“亚马孙河”的译法，1993年中国地名委员会为统一译名，编写《外国地名译名手册》，当中使用“亚马孙河”。时至今日，“亚马逊河”之名在汉语地区依然常用。

## 長度
由於河流長度測量方法並無定論，亚马孙河河長有著多種不同的說法，其中之一即為常見的6,400公里，依此則稍短於非洲的尼羅河而位居世界第二長河。2007年，一群來自巴西與秘魯的學者共同宣稱找到新的源頭，据此河所得的最新長度達6,992.15公里，因而超越尼羅河成為世界第一長河。但所謂「新河源」及因此而推演之「新河長」之正確性仍有待全球地理學界的檢驗。

## 地質史
亞馬孫河在遠古時代是自東往西流向太平洋，與今天的流向相反。直到安第斯山脈在南美洲西部隆起，被迫轉向東方流出，例如在河中可以找到二十多種和太平洋上品種近似的魟魚。河流首先在亞馬遜盆地形成大湖，後來湖泊乾涸，才形成目前的雨林景象。

## 源头和上游

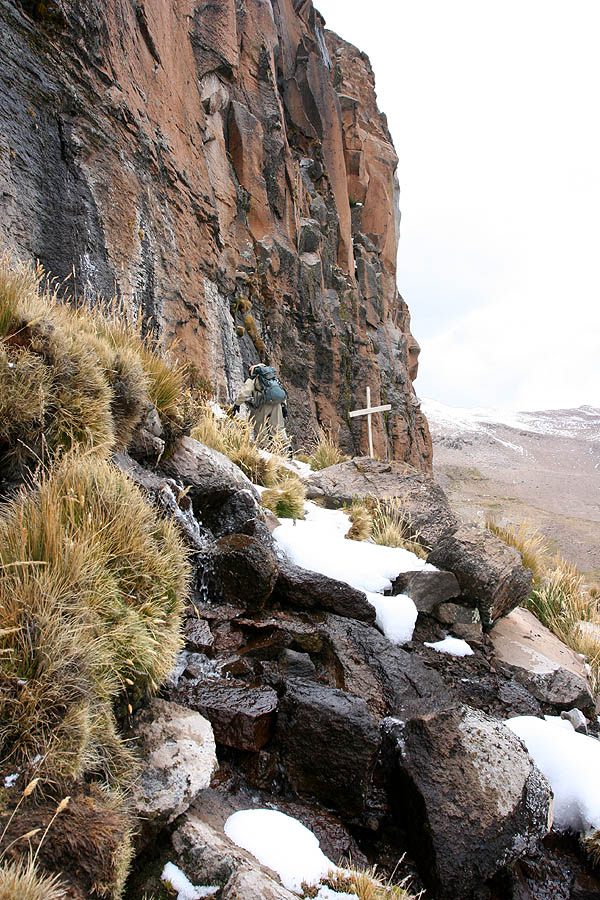
亚马孙河源于密斯米雪山的一片悬崖，有一个木十字架为记。

亚马孙河的源头是在安地斯山脈区中一个海拔5,597米的密斯米雪山的一条小溪，距离的的喀喀湖约160公里，距利马约700公里，密斯米雪山作为源头是在1971年第一次认定，后来更精确的源头位置又在1996年、2000年和2007年被多次重新确定。溪水先流入劳里喀恰湖，再进入阿普里马克河，阿普里马克河汇入乌卡亚利河，乌卡亚利河再与马拉尼翁河汇合成亚马孙河主干流。
从马拉尼翁河的支流瓦利亚加河以下，河流就从安第斯山区进入冲积平原，从这里到秘鲁和巴西交界的雅瓦里河，大约有2400公里的距离，河岸低矮，两岸森林经常被水淹没，只是偶尔有几个小山包，亚马孙河已经进入了亚马孙热带雨林中了。

## 亚马孙雨林
安第斯山以东，就是世界上最大与生物多样性最丰富的雨林：亚马孙雨林，依靠亚马孙河流域非常湿润的气候，聚集了250万种昆虫、上万种植物和大约2千种鸟类和哺乳动物，生活着全世界鸟类总数的五分之一。有的专家估计每平方公里内大约有超过7萬5千种的树木、15万种高等植物，包括有9万吨的植物生物量，足以吸收大量二氧化碳以及温室气体，具有相当重要的生态学与环境意义，近年来保护亚马孙热带雨林已经成为一个重要论题。她和100多个支流缓慢地流过这片高差非常小的平原，河岸旁的巴西城市马瑙斯距离大西洋有1,600公里，海拔卻只有4米。

## 洪水

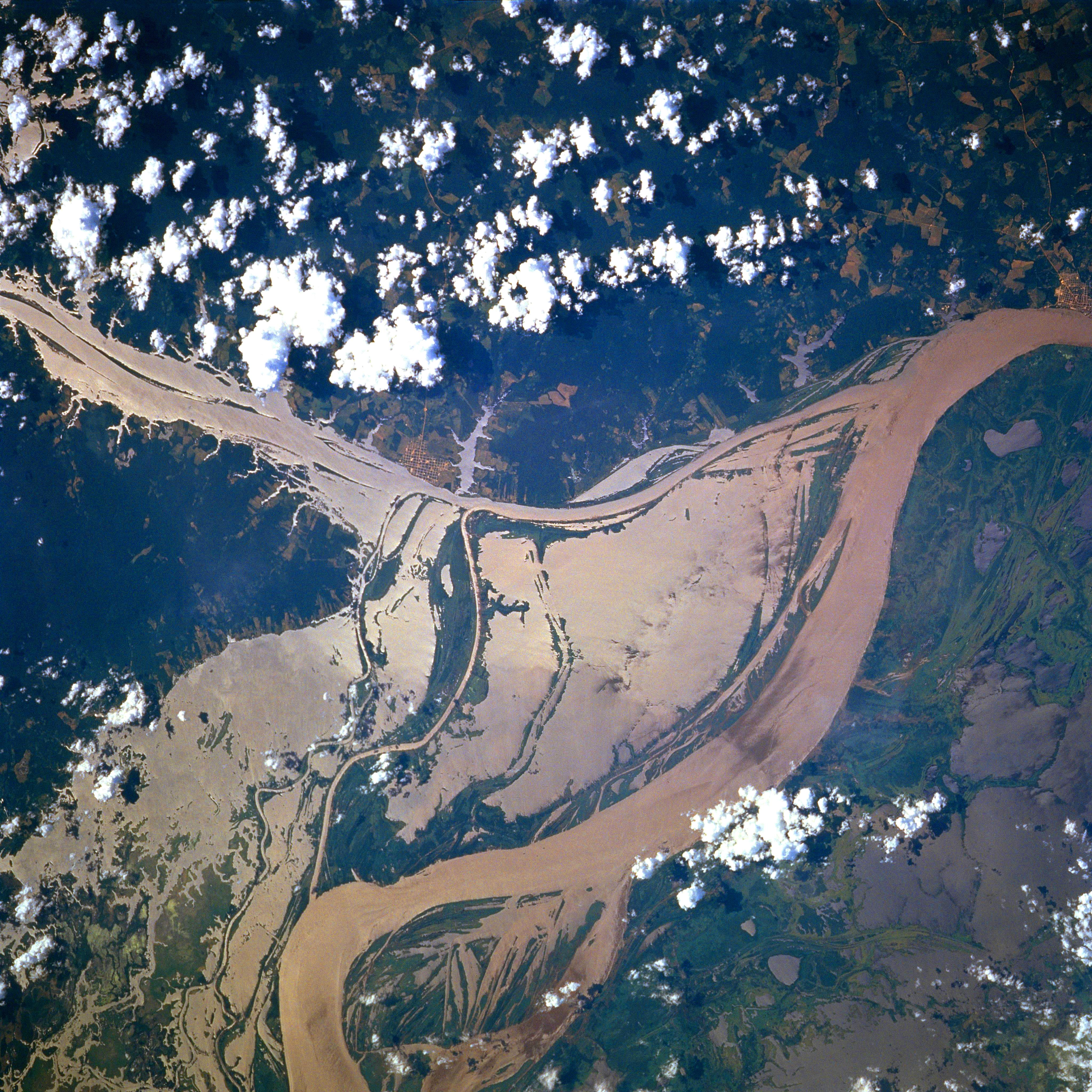
亚马孙河洪水泛滥的卫星图片

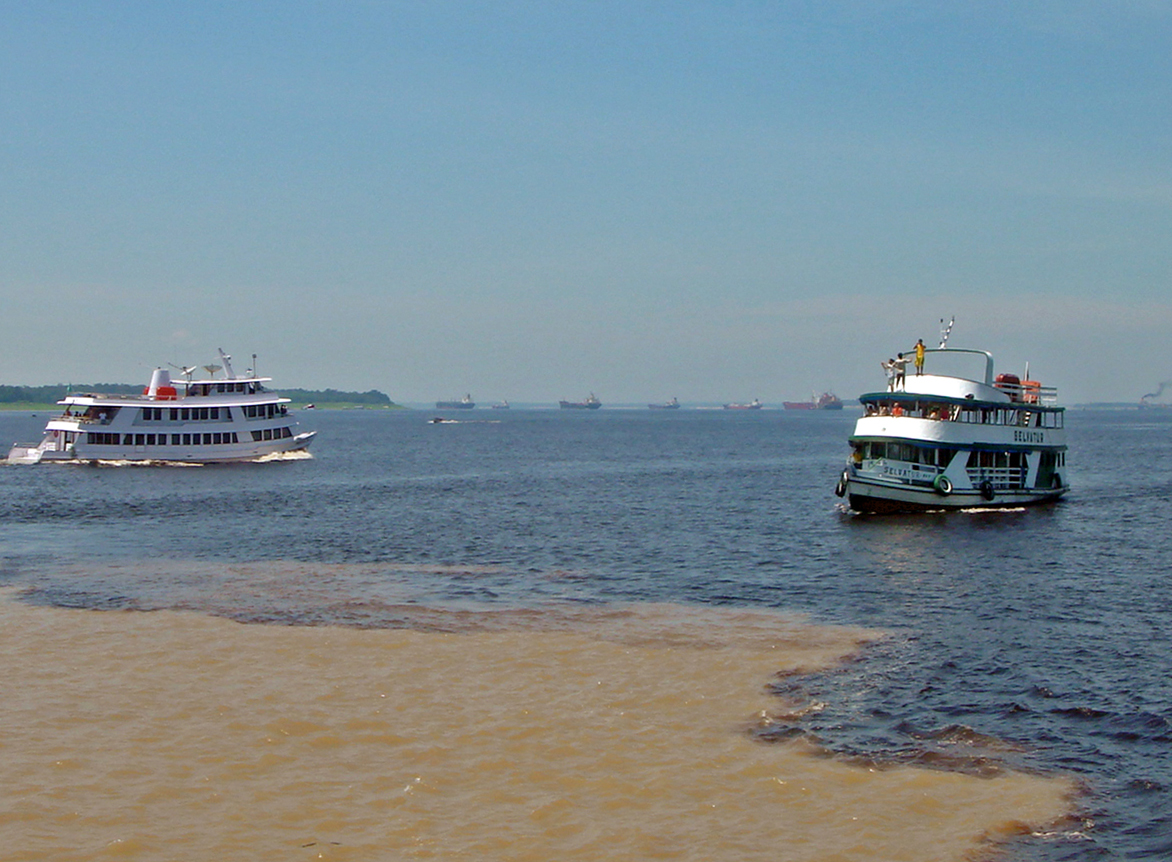
河面渡輪

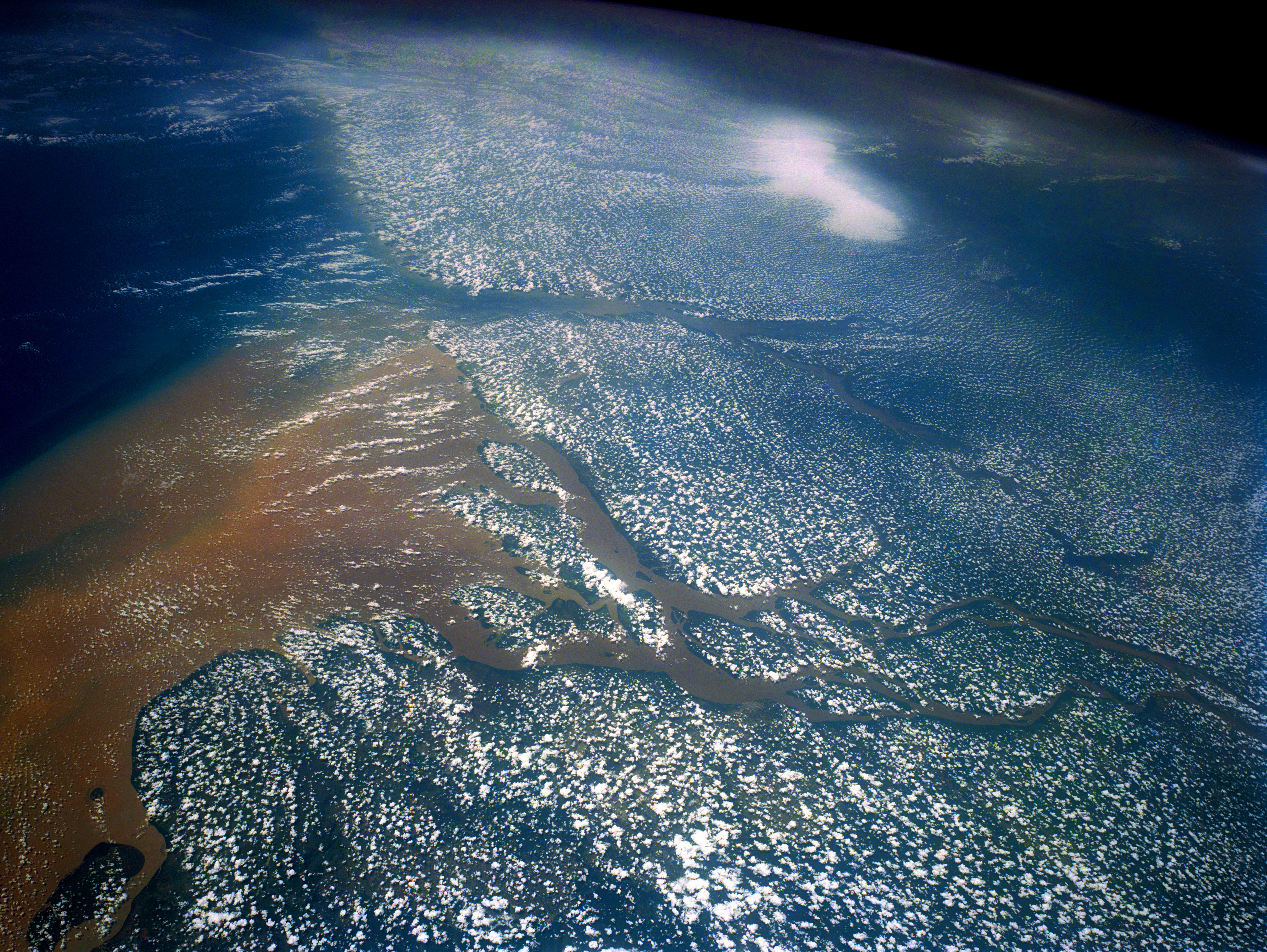
亚马孙河河口

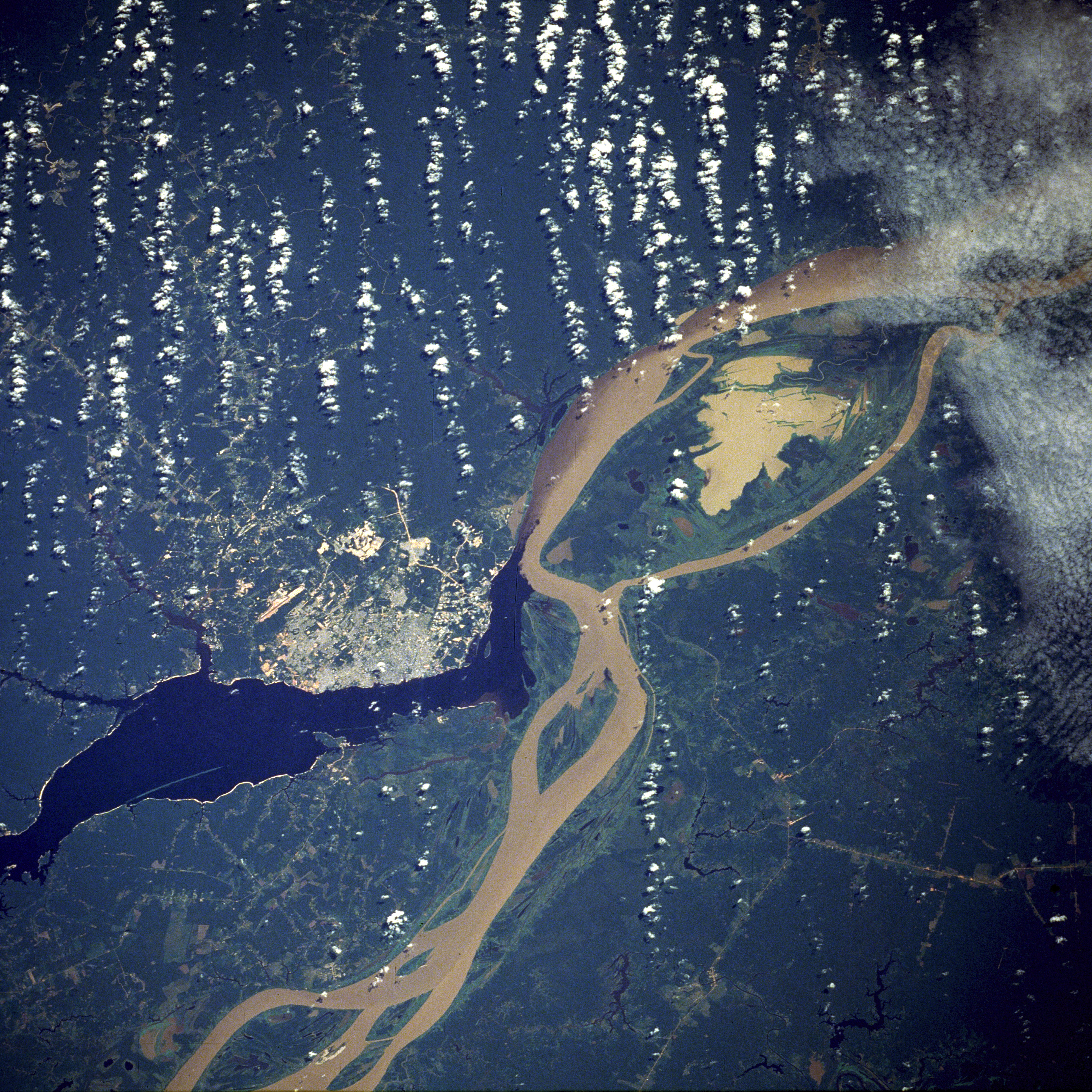
玛瑙斯的卫星照片

季节性的降雨使亚马孙河和其支流经常泛滥，虽然热带雨林气候的降雨量全年都相对，但是平均雨季河道平均深也达到40米，宽展到平均38公里，从11月份开始涨水，直到第二年6月份，然后回落到10月份。其支流内格罗河水的涨落和干流还不在同一时间，雨季是从2月或3月开始，涨到6月开始和主干流一起回落。另一个支流马代腊河的涨落要比主流提前两个月。
在雨季裡，亚马孙河淹没了几十万平方公里，洪水深度在有些地方比旱季水位最低时高出12到15米，在伊基托斯附近高出6米；在泰弗附近是15米；在奥比多斯附近是11米，在帕腊河是4米。

## 下游
亚马孙河在有些地方河宽达6到10公里，有的地方河水分为两股，中间形成复杂的自然河网，形成许多大小岛屿，比河面高出不到5米，在最窄的地方，如离河口600公里的奥比多斯，河流只有1.6公里宽，但有60米深，这时河水流速达到每小时6至8公里。加拿利亚村在内格罗河和主干流汇合的大弯道附近，直到下游1,000公里地方，和亚马孙河的河口附近相似，地势低窪，广大区域都淹没在水中，森林只有树的上半部伸出水面。从内格罗河到马代腊河河岸低矮，只有巴西城市瑪瑙斯附近才有一些起伏的山地，在奥比多斯附近有一个陡峭的悬崖，有20米高，后面是低矮的山地。亚马孙河下游可能以前是大西洋的一个海峡。
只有不到10%的亚马孙河河水流入奥比多斯以下的流域，有很少量的水是来自北方山谷奥比多斯以上的流域有5百万平方公里，以下只有一百万平方公里，只有上游的20%。这没有算上紧口河口的支流托坎廷斯河流域的一百万平方公里。
在下游兴古河对面的北岸有许多平顶的小山和動物，延展大约有240公里。兴古河以上的南岸是阿勒格尔山，一路的峭壁约束着亚马孙河的河岸，直到圣塔仑，然后折向西南，形成另一条支流塔帕若斯河的河谷。

## 河口
河口在最宽的入海处大约有330公里，作为最后一条支流托坎廷斯河的下游的帕腊河有60公里宽，在河口帕腊河和亚马孙河主河道之间有一个几乎有丹麦一样大的馬拉若島。

## 激浪潮
从河口向北，直到圭亚那边界的160公里，都是沙滩和暗礁，这裡的潮汐叫做激浪潮，水深不足7公呎，但激浪潮以每小时15到25公里的速度冲击海岸，浪高达1.5到4米，所以亚马孙河無法形成三角洲，大海迅速地将亚马孙河携带的泥沙捲走。

## 水生生物
亚马遜河水中生活着多种中大型水棲生物，如眼鏡凱門鱷、黑凱門鱷、水豚等，亞馬遜河豚是世界上体形最大的淡水海豚，成体可达2.5米，还有食人魚，牠们成群生活，可能攻击人畜，虽然有许多专家不认为牠们这麽可怕，但在1981年在奥比多斯的翻船事故中有300人丧生在牠们口中。
在亚马孙河流域的浅水中还有森蚺，是世界上最大的蛇，牠们大部分时间在水中，只把鼻孔露出水面，但森蚺一般不主動攻击渔民。河中还有几千种鱼类、蟹和龟鳖类生活。

## 主要支流
亚马孙河有1000多条支流，主要的支流从上游算起是：
- 馬拉尼翁河
  - 聖地牙哥河（Santiago River）
  - 莫羅納河
  - 帕斯塔薩河
  - 瓦亞加河
  - 蒂格雷河
    - 科連特河
- 乌卡亚利河
  - 佩雷內河
  - 埃納河
    - 阿普里马克河
      - 潘帕斯河（Pampas River）

  - 乌鲁班巴河
  - 帕奇特阿河（Pachitea River）
  - 塔皮切河（Tapiche River）
- 纳波河
  - 阿瓜里科河
  - 庫拉賴河
- 查哇利河
- 普圖馬約河
- 雅普拉河（Japurá River）/卡克塔河（Caquetá River）
- 普鲁斯河
- 内格罗河
- 瑪代拉河
- 特龍貝塔斯河
- 塔帕若斯河
  - 特利斯皮里斯河
  - 茹魯埃納河
- 欣古河

## 关于长度的争议
尽管“世界上最长的河流是尼罗河还是亚马孙河？”已经被争论许多年，但地理学权威學者在历史上的共识是亚马孙河是世界第二长河流，尼罗河最长。不过，至今由不同地理学家测量所得的亚马孙河长度在6,259和6,800（3,889和4,225英里）之间。通常说，亚马孙河“至少”有6,400（4,000英里）长。尼罗河被报告过的长度在5,499至6,690（3,417至4,157英里）之间。通常说，它长“约”6,650（4,130英里）。有很多因素可以影响到测量的结果。
2007年，一项由巴西科学家进行的实地探险得出结论，亚马孙河实际上比尼罗河长65公里。巴西国家地理与统计局（IBGE）在2008年通过卫星图像再次计算了亚马孙河的长度。他们使用2007年被巴西科学家标定的源头来计算亚马孙河的长度，计算出的长度为6,992（4,345英里）。使用同样的技术计算出的尼罗河长度是6,853（4,258英里），尽管比以前的估计长些，但还是要比亚马孙河短。
但是，有很多因素可以影响到测量的结果，比如河流起点和终点的确定，亚马孙河复杂多变的河床其深受季节性的气候变化等等因素所影响。因此，亚马孙河的长度仍然有待确定和争论。。